# Eudora (Kansas)
Eudora – miasto położone w Hrabstwie Douglas.